# Relações entre Canadá e Estados Unidos

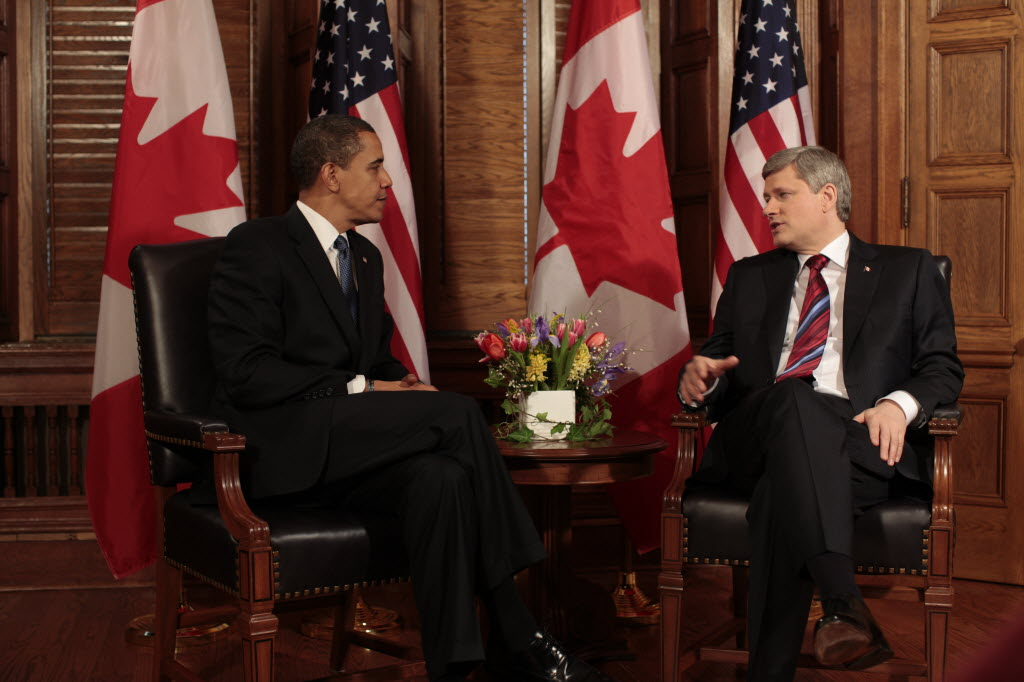
O ex-presidente estadunidense Barack Obama (esq.) e o ex-primeiro-ministro canadense Stephen Harper (dir.) reunidos em Ottawa em Fevereiro de 2009.

As relações entre Canadá e Estados Unidos abrangem mais de dois séculos. Isto inclui uma herança colonial britânica compartilhada, conflitos entre 1770 e 1812, e o eventual desenvolvimento de um dos relacionamentos de maior sucesso internacional no mundo moderno. Um é o principal parceiro econômico do outro, e o turismo em grande escala e a migração entre as duas nações aumentou as semelhanças.
A ruptura mais grave na relação foi a Guerra de 1812, que viu uma invasão dos Estados Unidos da então América do Norte Britânica, e contra-invasões de forças britânico-canadenses. A fronteira foi desmilitarizada após a guerra e, além de incursões menores, manteve-se pacífica. A colaboração militar começou durante a Segunda Guerra Mundial, e continuou durante toda a Guerra Fria em um nível bilateral, através do NORAD e por meio da participação multilateral no âmbito da OTAN. Um volume intenso de comércio e migração entre os Estados Unidos e o Canadá tem gerado uma maior aproximação, especialmente após a assinatura do Acordo de Livre Comércio Canadá - Estados Unidos, em 1988.
Canadá e os Estados Unidos representam a maior parceria comercial do mundo. Além disto, as duas nações possuem a maior fronteira compartilhada do planeta, com 8.891 km de extensão, e também mantêm significante interoperabilidade na área de defesa e segurança. As recentes dificuldades nas relações canadiano-americanas devem-se à disputas comerciais, questões sobre o meio ambiente e à constante preocupação do governo canadense sobre a exportação petrolífera. Apesar disto, o comércio manteve o crescimento, especialmente após a solidificação da NAFTA em 1994. Cooperação em diversas áreas, como a troca de recursos, serviços e população permanecem fortes, assim como o estabelecimento de agências de inspeção de fronteiras que atuam em ambos os territórios.

## Comparação entre os dois países
|                           | Canadá                                           | Estados Unidos da América                         |
| ------------------------- | ------------------------------------------------ | ------------------------------------------------- |
| População                 | 35 151 728 habitantes                            | 325 090 579 habitantes                            |
| Área                      | 9 984 670 km² (2º)                               | 9 833 634 km² (4º)                                |
| Densidade populacional    | 3.41 hab/km²                                     | 35 hab/km²                                        |
| Capital                   | Ottawa                                           | Washington, D.C.                                  |
| Maiores cidades           | Toronto Montreal Vancouver                       | Nova Iorque Los Angeles Chicago                   |
| Tipo do Estado            | Monarquia constitucional parlamentarista federal | República constitucional presidencialista federal |
| Primeiro chefe de Estado  | Francisco I                                      | George Washington                                 |
| Primeiro chefe de governo | Sir John A. Macdonald                            | George Washington                                 |
| Atual chefe de Estado     | Carlos III                                       | Joe Biden                                         |
| Atual chefe de governo    | Justin Trudeau                                   | Joe Biden                                         |
| Idioma oficial            | Inglês e Francês                                 | Inglês (de fato)                                  |
| PIB (nominal)             | US$1,5 trilhões (10º)                            | US$17,9 trilhões (1º)                             |
| Trocas populacionais      | 8 409 estadunidenses vivendo no Canadá           | 783 206 canadenses vivendo nos Estados Unidos     |

## História

### Conflitos coloniais
Antes da conquista britânica do Canadá em 1760, ocorreram uma série de conflitos entre os britânicos e francesas que se estenderam para as respectivas colônias, além da Europa e além-mar. Em geral, os britânicos se apoiaram grandemente nas milícias coloniais americanas, enquanto os franceses fizeram uso de diversos grupos aliados ao longo do continente. Os Iroqueses foram importantes aliados dos britânicos. Muitos dos conflitos envolveram emboscadas e pequenos confrontos diretos em vilarejos e cidades pequenas ao longo da fronteira entre Nova Inglaterra e Québec. As colônias de Nova Inglaterra possuíam uma população muito maior do que o Québec, portanto, as movimentações bélicas ocorriam majoritariamente do sul para o norte. Os aliados da Primeira Nação, controlados pelos franceses, organizavam ataques a vilarejos americanos, sequestrando mulheres e crianças e torturando soldados. Os sobreviventes a estes ataques eram trazidos como católicos. A tensão nas fronteiras era intensificada pela questão religiosa, já que os franceses católicos e os ingleses protestantes possuíam um profundo embate religioso.
A Inglaterra dominou o Québec de 1629 a 1632 e, posteriormente, a Acádia em 1613 e novamente entre 1654 e 1670. Ambos os territórios foram devolvidos ao domínio francês após tratados de paz. As principais guerras entre as duas nações foram: Guerra do Rei Guilherme (1689–1697); Guerra da Rainha Ana (1702–1713); Guerra do Rei Jorge (1744–1748), e a Guerra Franco-Indígena (1755–1763). No Canadá, assim como na Europa, este período ficou conhecido como Guerra dos Sete Anos.

### Revolução Americana
No florescer da Revolução Americana, os revolucionários americanos esperavam o apoio dos franco-canadianos no Québec e colonialistas na Nova Escócia, sendo que ambos os grupos estavam previamente autorizados a unir forças com o Exército Continental pelos Artigos da Confederação. Quando o Canadá foi invadido, milhares uniram-se à causa americana e formaram regimentos que combateram durante o restante do conflito; contudo a maioria dos canadenses mantiveram neutralidade ou passaram ao lado britânico. A Grã-Bretanha salientou que os direitos dos franco-canadenses já haviam sido assegurados pelo Ato do Québec, o qual foi visto pelas colônias americanas como um dos Atos Intoleráveis. A invasão americana foi um fiasco e os britânicos ampliaram seus domínios aos territórios do norte. Em 1777, uma grande invasão britânica a Nova Iorque desencadeou a rendição de todo o Exército Britânico em Saratoga e culminou na entrada da França no conflito ao lado dos americanos. Após a Guerra da Independência, o Canadá se tornou refúgio de cerca de 75 mil lealistas que desejavam ou foram compelidos a deixar os Estados Unidos.
Entre os lealistas, 3.500 eram afro-americanos. A maioria mudou-se para a Nova Escócia e, em 1792, 1.200 destes migraram para Serra Leoa. Cerca de 2 mil africanos foram escravizados e trazidos por colonos lealistas, permanecendo nesta condição até a abolição da escravidão em 1833. Antes de 1860, cerca de 30 mil africanos adentraram no Canadá.

## Missões diplomáticas
do Canadá nos Estados Unidos
- Washington, D.C. (Embaixada)
- Atlanta (Consulado-Geral)
- Boston (Consulado-Geral)
- Chicago (Consulado-Geral)
- Dallas (Consulado-Geral)
- Denver (Consulado-Geral)
- Detroit (Consulado-Geral)
- Los Angeles (Consulado-Geral)
- Miami (Consulado-Geral)
- Minneapolis (Consulado-Geral)
- Nova Iorque (Consulado-Geral)
- San Francisco (Consulado-Geral)
- Seattle (Consulado-Geral)
- Houston (Representação de Comércio)
- Palo Alto (Representação de Comércio)
- San Diego (Representação de Comércio)

dos Estados Unidos no Canadá
- Ottawa (Embaixada)
- Calgary (Consulado-Geral)
- Halifax (Consulado-Geral)
- Montreal (Consulado-Geral)
- Cidade de Quebec (Consulado-Geral)
- Toronto (Consulado-Geral)
- Vancouver (Consulado-Geral)
- Winnipeg (Consulado)